# Wai Ka-Fai
Wai Ka-Fai (韋家輝S, Wei JiāhuīP; Hong Kong, 1º gennaio 1955) è un regista, sceneggiatore e produttore cinematografico hongkonghese.
Alla fine degli anni '90, fondò insieme a Johnnie To la Milkyway Image, casa di produzione che rinnovò profondamente temi e motivi del cinema noir di Hong Kong. Tra le sue regie in collaborazione con To, sono da segnalare Needing You... (2000), Running On Karma (2003) e Mad Detective (2007), mentre tra i film da lui diretti da solo si ricordano Fantasia e The Shopaholics.

## Filmografia

### Regista
- The Peace Hotel (1995)
- Too Many Ways to Be No.1 (1997)
- Where a Good Man Goes (1997)
- Help!!!, co-regia con Johnnie To (2000)
- Needing You..., co-regia con Johnnie To (2000)
- Wu yen, co-regia con Johnnie To (2001)
- Love on a Diet, co-regia con Johnnie To (2001)
- Fulltime Killer, co-regia con Johnnie To (2001)
- Fat Choi Spirit, co-regia con Johnnie To (2002)
- My Left Eye Sees Ghosts, co-regia con Johnnie To (2002)
- Love for All Seasons, co-regia con Johnnie To (2003)
- Turn Left, Turn Right, co-regia con Johnnie To (2003)
- Running on Karma, co-regia con Johnnie To (2003)
- Fantasia (2004)
- Himalaya Singh (2005)
- The Shopaholics (2006)
- Mad Detective, co-regia con Johnnie To (2007)
- Written By (2009)
- Don't Go Breaking My Heart, co-regia con Johnnie To (2011)
- Don't Go Breaking My Heart 2, co-regia con Johnnie To (2014)